# Place Without a Postcard
Place Without a Postcard – trzeci album studyjny australijskiej grupy rockowej Midnight Oil. Album został wydany w 1981 roku.

## Lista utworów
1. "Don't Wanna Be the One" (Robert Hirst, Peter Garrett, Martin Rotsey, James Moginie)
2. "Brave Faces" (Moginie, Garrett)
3. "Armistice Day" (Hirst, Moginie, Rotsey)
4. "Someone Else to Blame" (Hirst, Moginie, Peter Gifford)
5. "Basement Flat" (Rotsey, Garrett, Moginie)
6. "Written in the Heart" (Hirst, Moginie, Rotsey)
7. "Burnie" (Moginie, Garrett)
8. "Quinella Holiday" (Garrett, Moginie)
9. "Loves on Sale" (Garrett, Rotsey)
10. "If Ned Kelly Was King" (Moginie, Garrett)
11. "Lucky Country" (Moginie, Garrett, Rotsey, Hirst)

## Twórcy albumu
- Peter Garrett: wokal
- Rob Hirst: perkusja, dalszy wokal
- Jim Moginie: Gitara, Keyboard
- Peter Gifford: Bas, dalszy wokal
- Martin Rotsey: Gitara